# Fred Tyler
Fred Tyler (n. 15 martie 1954, Orlando, Florida, SUA) este un înotător american, medaliat olimpic. A participat la o ediție a Jocurilor Olimpice (1972) în care a câștigat două medalii de aur.